# New York Downtown
New York Downtown – amerykańskie środowisko muzyczne zlokalizowane na dolnym Manhattanie, związane z awangardowymi prądami w muzyce jazzowej i rockowej.

## Historia

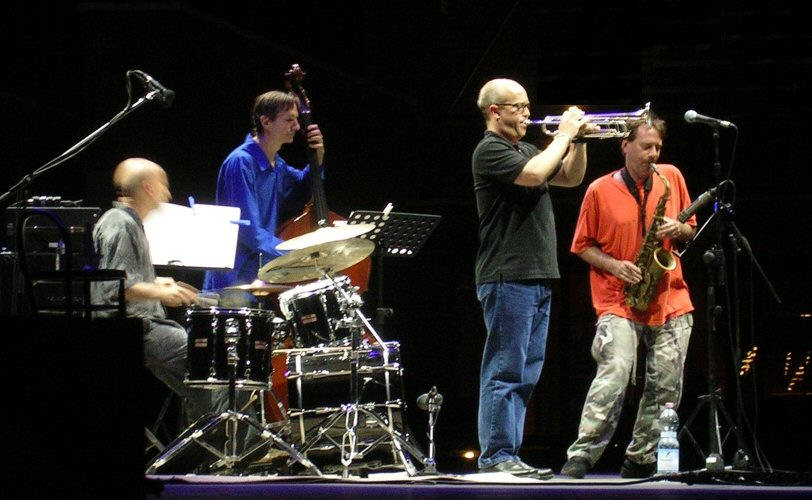
Masada. John Zorn: saksofon; Dave Douglas: trąbka; Greg Cohen: bas; Joey Baron: perkusja.

W latach 80. na Manhattanie powstały dwie sceny jazzowe. Z jednej strony stali uważani za kontynuatorów sceny loftowej, związani z dolnym Manhattanem, muzycy New York Downtown Jazz Scene, czyli nowojorskiej śródmiejskiej sceny jazzowej. Diametralnie innym podejściem do jazzu charakteryzowała się powstała nieco wcześniej New York Uptown Jazz Scene, która grupowała muzyków o bardziej konserwatywnym podejściu do muzyki, w stylu Wyntona Marsalisa.
Wczesnymi progenitorami nowej awangardy byli saksofonista John Zorn i klarnecista Don Byron. Ruch rozwijał się wspierany przez trzy główne kluby dolnego Manhattanu: Smalls, nieistniejący już Tonic oraz Knitting Factory (otwarty w 1987 r.). Kosmopolityczność miasta sprawiła, że improwizatorski styl, który się tu rozwinął, czerpał z wielu źródeł łącznie z etnicznymi, takimi jak muzyka bliskowschodnia, wschodnioeuropejska lub azjatycka, ale także z muzyki współczesnej (np. z minimalizmu, serializmu i awangardy). Muzycy tej sceny mieszają klasyczne standardy z nowymi elementami, eksperymentują z formami 'free', wykorzystują nietypowe zestawienia instrumentów, mieszają rytmy bałkańskie, hiphopowe i rockowe, wykorzystując też dźwięki pochodzące z innych niż instrumenty źródeł, tworząc wymyślne 'tekstury' dźwiękowe. Naczelną filozofią jest unikanie wszelkich z góry przyjmowanych idei i wyeksploatowanych środków wyrazu i stylów.
Reprezentatywne dla całokształtu sceny Downtown są grupy Johna Zorna: Naked City, Painkiller i Masada. Muzyka Naked City była głośna i bezkompromisowa. Czerpała z wszelkich możliwych źródeł. Żaden element nie był stały; nawet najpiękniejsze momenty ulegały destrukcji w chaosie, z którego powstawało coś nowego. Z kolei Masada brzmiała tak, jakby sam Ornette Coleman grał muzykę żydowską, która stanowi ważny element integrujący scenę New York Downtown, pod nazwą Radical Jewish Culture. 
Z nowojorską śródmiejską sceną jazzową związanych było (i jest) wielu muzyków i wiele grup muzycznych takich jak: John Zorn, John Lurie, Bill Laswell, Fred Frith, Wayne Horvitz, Don Byron, Marc Ribot, Jamie Saft, Trevor Dunn, Ikue Mori, Laurie Anderson, Joey Baron, Dave Douglas, Bill Frisell, Charles Hayward, Stomu Takeishi, Michael Herring, John Medeski, Olu Dara, Cu Vuong, Naked City, Painkiller, Masada, Massacre, Keep the Dog, John Zorn's Cobra, The Lounge Lizards, Kamikaze Ground Crew, Material itd.

## Wybrana dyskografia
- Electric Masada
  - Electric Masada 2004
- Bill Frisell
  - East/West 2004
- Fred Frith (Henry Cow)
  - Gravity 1980
  - Live in Japan 1982
  - Cheap at half the Price 1982
  - Who Needs Enemies? 1983
  - The Technology of Tears 1988
  - The Top of His Head 1989
  - Quartets 1994
  - Subsonic 1. Sounds of Distant Episode 1994
  - Middle of the Moment 1995
  - Eye to Ear 1997
  - The Previous Evening 1997
  - Clearing 2001
  - Freedom in Fragments 2002
  - Eye to Ear II 2003
- Trilok Gurtu
  - Usfret 1988
  - The Glimpse 1999
- The Lounge Lizards (John Lurie)
  - Lounge Lizards 1981
  - Live From the Drunken Boat 1983
  - Live 79-81 1985
  - Big Heart. Live Tokyo 1986
  - No Pain for Cakes 1987
  - Voice of Chunk 1988
  - Live in Berlin, Vol. 1 1991
  - Live in Berlin, Vol. 2 1991
  - Queen of All Ears 1998
- Masada
  - Alef 1994
  - Bet 1994
  - Gimel 1994
  - Dalet 1994
  - He 1995
  - Vav 1995
  - Zayin 1996
  - Chet 1996
  - Tet 1997
  - Yod 1997
  - Live in Jerusalem 1994
- Massacre
  - Killing Time 1981
  - Funny Valentine 1998
  - Meltdown (Live) 2001
  - Lonely Heart 5.2007
- Material
  - One Down 1982
- Naked City
  - Naked City 1990 (sygnowany przez Johna Zorna)
  - Torture Garden 1990
  - Heretic. Jeux des Dames Cruelles 1992
  - Grand Guignol 1992
  - Leng Tch'e 1992
  - Radio 1993
  - Absinthe 1993
  - Knitting Factory 1989 (Live) 2002
- Painkiller
  - Guts of a Virgin (EP) 1991
  - Buried Secrets (EP) 1991
  - Execution Grounds 1994
  - Live in Osaka 1994 1997
  - Talisman (live 1994) 2002
  - The Collected Works (1-4)
- Skeleton Crew
  - The Country of Blinds 1986